# Brogliaccio d'amore
Brogliaccio d'amore è un film italiano del 1976 diretto da Decio Silla.

## Trama
Giacomo, oltre ad essere ingegnere e capo di un'importante impresa di progettazione, è uno scrittore in crisi. Un giorno, accompagnando il suo amico Pierino in un night-club, conosce Roberta, una prostituta che il suo amico ha ingaggiato per ammorbidire un industriale e convincerlo ad acquistare un piccolo aereo privato. L'uomo resta affascinato dalla donna e decide di pagarla per seguirlo in un viaggio in roulotte in Puglia.
Giacomo pensa così di riuscire a trovare la concentrazione per scrivere il suo romanzo, stando in compagnia di una bella donna con la quale non ha nessun vero legame affettivo. Ben presto, tuttavia, inizia ad affezionarsi a Roberta, che si dimostra molto diversa da come Giacomo se l'era immaginata; se ne innamora ed è ricambiato. Un giorno, però, commette l'errore di farle leggere ciò che ha scritto su di lei. Giudicando quelle frasi oltraggiose e sprezzanti, Roberta se ne va rinfacciandogli di essere diventato il ricordo di se stesso.

## Produzione
Il film è stato girato in esterni tra Torino, Milano, Manfredonia e Pizzomunno. In particolare, le riprese nel night-club si svolsero a Casarile e a Noviglio (entrambi nel sud milanese) nei locali allora in voga "Il Castelletto" e "La Cupola d'Oro", quest'ultimo chiuso definitivamente nel 1986.